# Koelsch (Schiff)
Die USS Koelsch (DE/FF-1049) war eine Fregatte der Garcia-Klasse der United States Navy. Sie wurde 1967 in Dienst gestellt und wurde nach dem im Koreakrieg in nordkoreanischer Kriegsgefangenschaft verstorbenen Hubschrauberpiloten Lieutenant John Kelvin Koelsch benannt.

## Geschichte
Die Koelsch wurde am 19. Februar 1964 bei der Defoe Shipbuilding Company in Bay City, Michigan auf Kiel gelegt. Nach der Taufe durch die Witwe des Namensgebers, Mrs. Virginia L. Koelsch, lief das Schiff am 8. Juni 1965 vom Stapel und wurde nach Abschluss der Ausrüstungsarbeiten am 19. Oktober 1967 bei der US-Marine als Geleitzerstörer (Destroyer Escort, Kennung DE) in Dienst gestellt. Bis zum Ende der Dienstzeit 1989 war die Koelsch der US-Atlantikflotte unterstellt und in Newport, Rhode Island stationiert.
Nach ihrer Außerdienststellung bei der US-Marine am 31. Mai 1989 wurde die USS Koelsch an die pakistanische Marine vermietet. Wegen der dortigen politischen Lage wurde die Vermietung aber wieder aufgehoben und das Schiff kehrte 1994 wieder in amerikanischen Besitz zurück. Nach der Streichung aus dem Schiffsregister wurde die Fregatte an Trusha Investments Pte. Ltd, New York City verkauft und in Hongkong abgebrochen und verschrottet.